# Sárdik
Sárdik (ukránul: Заболотне [Zabolotne]) falu Ukrajnában, Kárpátalján, a Huszti járásban. A település Bilke községhez tartozik. Lakossága a 2001-es népszámlálás idején 793 fő volt.

## Fekvése
Huszttól északnyugatra, Felsősáradtól északra, Ilosvától délkeletre fekvő település. 

## Nevének eredete
A Sárdik helységnév ruszin eredetű, víznévből keletkezett névátvitellel.

## Története
A 211 méter tengerszint feletti magasságban fekvő falunak 797 lakosa van.
Sárdik a 19. század eleje körül települt tanya az ugocsai Nagyrákóc határában. 
Nevét 1657-ben Sardik néven említették először mint a folyóvízből, mocsárból kiemelkedő helyet.
1939-ben a település neve a magyar telep (kisebb település) főnévvel egészült ki. Az 1946-tól hivatalos ukrán Zabolotne településnév az ukrán заболоття ’mocsáron túli terület’ főn. (Lucsik213) semlegesnemű  ukrán -н(е) mn.  képzős  alakja.